# Kristineberg (metrostation)
Kristineberg is een station aan de groene route van de metro van Stockholm en wordt bediend door alle lijnen van de groene route. Het station ligt op de grens van de stadsdelen Kristineberg aan de noordkant en Fredhäll aan de zuidkant op 6,7 spoorkilometers van Slussen. De metrolijn loopt parallel aan de Hjalmar Söderbergweg ten noorden van het spoor en de Drottningsholmvägen ten zuiden van het station. De toegang ligt onder de sporen aan de westkant van het station aan de Nordenflychtsvägen. Sinds 1991 wordt het perron opgesierd met de bronzen beeldengroep Reizigers met dieren van de kunstenares Carina Wallert.

## Premetro
Station Kristineberg werd op 31 augustus 1934 geopend samen met de vrije baan over de Tranebergsbrug. Het traject werd gebouwd als premetro tussen Alvik en Thorildsplan ter vervanging van een tramroute over een pontonbrug die werd gebruikt door de lijnen 12 en 13 voor de verbinding tussen het centrum en de dorpen ten westen van de stad. Als een van de weinige in de binnenstad ligt het station bovengronds. Het voormalige kruispunt tussen het station en het huidige station Thorildsplan was in 1934 de overgang tussen de vrije baan en het gewone tramspoor. Tussen dit kruispunt en de binnenstad werd het spoor gedeeld met tramlijn 2 die Fredhäll met het centrum verbond. Destijds was er ook een tramhalte bij dit kruispunt maar die is bij de ombouw tot metro vervallen.

## Metro
Het station werd op 26 oktober 1952 onderdeel van de westlijn van de metro en in 1957 werd de groene route doorgaand berijdbaar tussen het zuiden en westen van de stad. De bouw van de metrotunnel onder het centrum ten oosten van Thorildsplan begon na afloop van de Tweede Wereldoorlog en in 1950 begon de ombouw van het station voor metroverkeer. Hierbij werd het perron geschikt gemaakt voor metroverkeer en voorzien van een dak. Het premetrotraject tussen Islandstorget en Thorildsplan werd voorzien van een derderail. Door de bouw van de Essingeleden in de jaren 60 van de twintigste eeuw is het kruispunt tussen Kristineberg en Thorildsplan in een knooppunt van snelwegen veranderd dat door de metro met een korte tunnel wordt gekruist.
Åkeshov· 
Brommaplan·
Abrahamsberg· 
Stora Mossen· 
Alvik · 
Kristineberg · 
Thorildsplan  · 
Fridhemsplan · 
S:t Eriksplan · 
Odenplan  · 
Rådmansgatan  · 
Hötorget · 
T-Centralen ·  
Gamla Stan · 
Slussen · 
Medborgarplatsen ·  
Skanstull · 
Gullmarsplan ·  
Skärmarbrink·  
Hammarbyhöjden·  
Björkhagen·  
Kärrtorp ·  
Bagarmossen·  
Skarpnäck
Alvik · 
Kristineberg · 
Thorildsplan  · 
Fridhemsplan · 
S:t Eriksplan · 
Odenplan  · 
Rådmansgatan  · 
Hötorget · 
T-Centralen ·  
Gamla Stan · 
Slussen · 
Medborgarplatsen ·  
Skanstull · 
Gullmarsplan ·  
Skärmarbrink ·  
Blåsut·  
Sandsborg·  
Skogskyrkogården ·  
Tallkrogen·
Gubbängen·  
Hökarängen·
Farsta·
Farsta strand
Hässelby strand · 
Hässelby gård ·
Johannelund ·
Vällingby ·
Råcksta ·
Blackeberg ·
Islandstorget ·
Ängbyplan ·
Åkeshov· 
Brommaplan·
Abrahamsberg· 
Stora Mossen· 
Alvik · 
Kristineberg · 
Thorildsplan  · 
Fridhemsplan · 
S:t Eriksplan · 
Odenplan  · 
Rådmansgatan  · 
Hötorget · 
T-Centralen ·  
Gamla Stan · 
Slussen · 
Medborgarplatsen ·  
Skanstull · 
Gullmarsplan ·  
Globen ·
Enskede gård ·
Sockenplan ·
Svedmyra ·
Stureby ·
Bandhagen ·
Högdalen ·
Rågsved ·
Hagsätra
- Virtual International Authority File: 240359492